# Bemahatazana (Menabe)
Bemahatazana is een plaats en gemeente in Madagaskar gelegen in het district Miandrivazo van de regio Menabe. Er woonden bij de volkstelling in 2001 ongeveer 3000 mensen.
In de plaats is basisonderwijs beschikbaar. 90% van de bevolking is landbouwer en 4% houdt zich bezig met de veeteelt. Het belangrijkste gewas is rijst, maar er wordt ook bonen en mais verbouwd. 4% van de bevolking is werkzaam in de dienstensector en de overige 2% van de bevolking voorziet in levensonderhoud door te werken in de visserij.